# Мариапфар
Мариапфар (нем. Mariapfarr, бав. Pforch) — коммуна (нем. Gemeinde) в Австрии, в федеральной земле Зальцбург.
Входит в состав округа Тамсвег. Население составляет 2306 человек (на 1 января 2006 года). Занимает площадь 47,36 км².

## Политическая ситуация
Бургомистр коммуны — Франц Допплер (СДПА) по результатам выборов 2004 года.
Совет представителей коммуны (нем. Gemeinderat) состоит из 17 мест.
- СДПА занимает 9 мест.
- АНП занимает 6 мест.
- АПС занимает 2 места.